# Шагал — Малевич
«Шагал — Малевич» — российский художественный фильм режиссёра Александра Митты о витебском периоде жизни художника Марка Шагала. Фильм снимался под рабочим названием «Миракль о Шагале». Премьера состоялась 3 апреля 2014 года.
Последняя режиссёрская работа Митты перед его смертью в 2025-м году.

## Сюжет
История художника Марка Шагала в период его возвращения в родной Витебск с женой и дочерью в статусе комиссара искусства. Шагал открывает школу искусств, приглашает в неё в качестве нового преподавателя Казимира Малевича. Задача Малевича — воспитать плеяду художников для придуманного им направления в живописи «супрематизм».
В картине четыре основные линии взаимоотношений: Шагал и его жена Белла, Шагал и ученики, Шагал и Малевич, Малевич и ученики.
Фильм выражает авторское видение творчества Марка Шагала и не является точной биографией художника.

## В ролях
- Леонид Бичевин — Марк Шагал

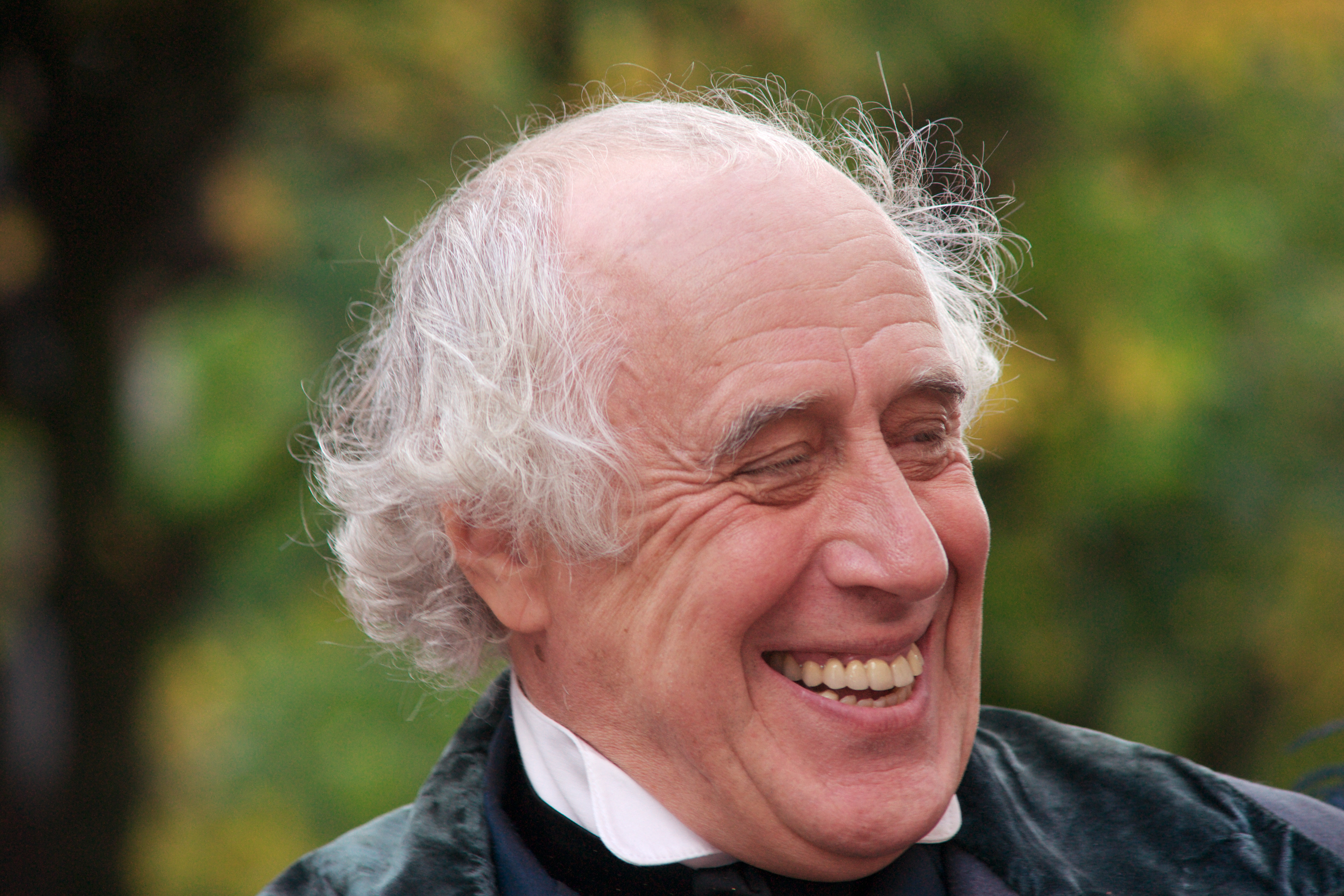
Сергей Мигицко на съёмках фильма в Витебске

- Кристина Шнайдер — Белла Розенфельд, жена Шагала
- Анатолий Белый — Казимир Малевич
- Семён Шкаликов — Наум
- Дмитрий Астрахан — ребе Айзик, раввин
- Алексей Овсянников — Железняк
- Яков Левда — Лёва, ученик Шагала
- Сергей Мигицко — Израиль Вульфович Вишняк
- Татьяна Лихачёва — жена Вишняка
- Сёмен Мендельсон — Троцкий
- Василий Рукша — Амедео Модильяни

## Съёмочная группа
- Автор сценария: Александр Митта

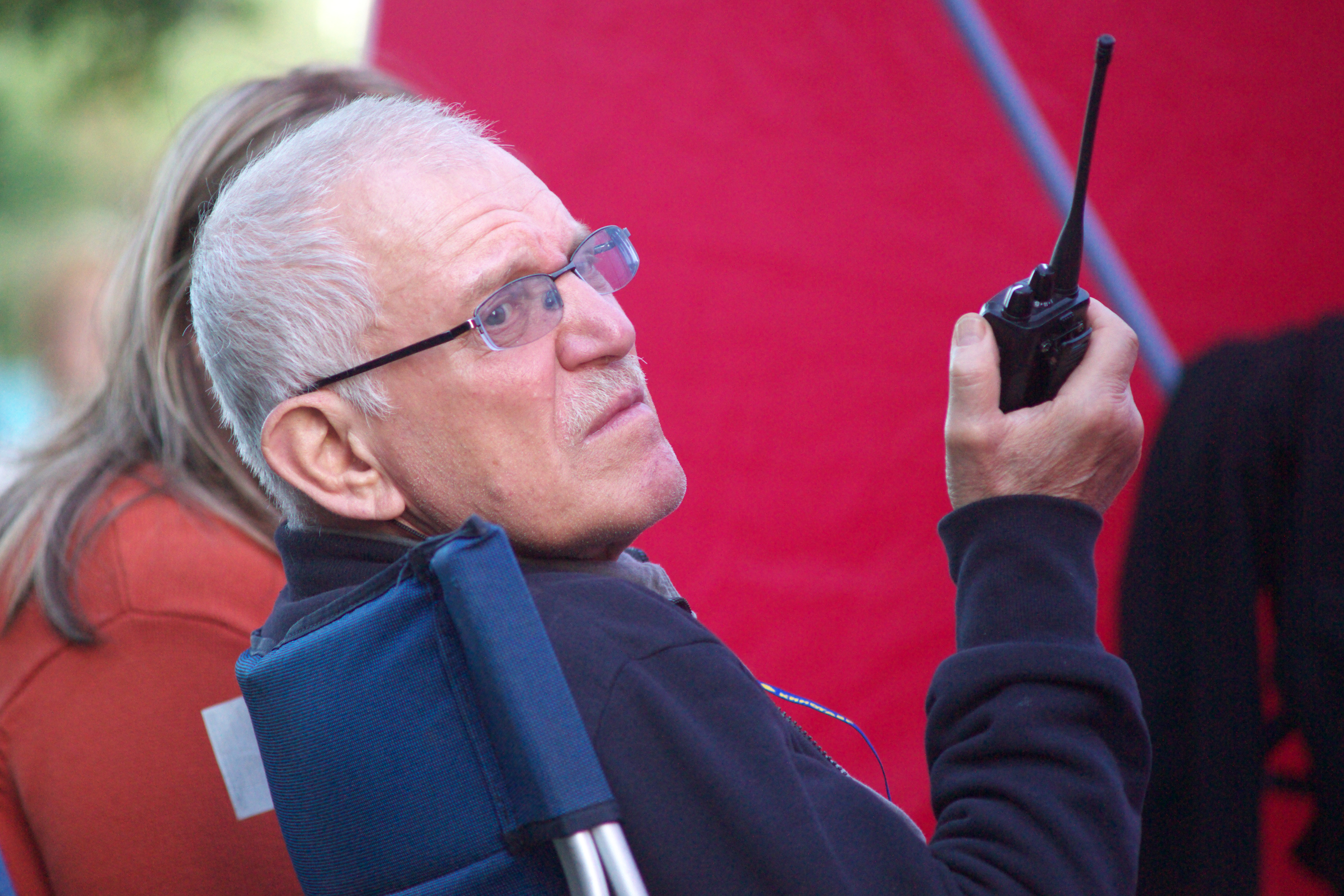
Александр Митта на съёмках фильма в Витебске

- Режиссёр-постановщик: Александр Митта
- Оператор-постановщик: Сергей Мачильский
- Композитор: Алексей Айги
- Художник-постановщик: Эдуард Галкин
- Художник по костюмам: Людмила Гаинцева

## Съёмки
Основные съёмки фильма проходили в Витебске с 5 сентября 2012 года. В съёмках принимали участие жители города и актёры белорусских театров «Колесо», драмтеатра Якуба Коласа, белорусского театра «Лялька».
Для эпизодов рождения на свет Шагала были устроены ночные пожары. В сцене родов новорожденного сыграл младенец из витебского Дома малютки.
Для воссоздания Витебска периода, о котором идёт речь, постановочная группа две городские улицы были состарены, нарушив работу современных кафе и ресторанов, а копии полотен Шагала и Малевича в натуральную величину были изготовлены художником фильма Эдуардом Галкиным.
Съёмки в Санкт-Петербург проходили с участием 14 актёров из молодёжного театра «Колесо» в течение трёх недель. Работа на «Ленфильме» завершилась 2 ноября.
В фильме звучит песня «Звезда Шагала» (музыка Алексей Айги, слова Наталья Айги) в исполнении Кристины Шнайдер.
Об образе художника в кинематографе Митта говорил:

Я знаю минимум четырёх режиссёров, которые до меня пытались сделать фильм про Шагала. Все они, к сожалению, потерпели поражение. Я же ходил вокруг этой темы очень давно. Ещё в 1968 году я снял картину, где присутствовал метафорический Шагал: деревенский художник, которого играл Олег Николаевич Ефремов. Это было некое рассуждение на тему того, что было бы с Шагалом, если бы он остался в России. Очевидно, быстрая слава и такая же быстрая гибель. Потом имя Шагала было запрещено к упоминанию. Когда же он умер, я решил вернуться к этой теме, но уже несколько режиссёров над ней работали.— 

## Конкурсы и фестивали
25 февраля 2013 года Александр Митта в рамках XI Международного фестиваля кинематографических дебютов «Дух огня» в Ханты-Мансийске представил аудитории большой фрагмент из чернового монтажа картины, без ретуши и с оригинальной звуковой дорожкой. По этому поводу сам режиссёр замечал, что картина сейчас
как женщина, которая только что встала с постели, без макияжа и причёски, в общем, выглядит неприбранно
Анализируя биографические киноповести, Александр Митта отмечает:
Фильмы о художниках не бывают особенно популярны, кроме, пожалуй, прекрасной картины «Фрида» с потрясающим набором актёров. В основном такие работы ждёт фестивальная судьба. Я хорошо понимаю, что картине тяжело выбраться куда-то дальше фестивального гетто.
Людмила Гаинцева была номинирована на премию «Золотой орёл» в категории Лучшая работа художника по костюмам.
Сергей Мачильский был номинирован на премию киноизобразительного искусства «Белый квадрат» Гильдии кинооператоров России за фильмы 2014 года.